# Королёва, Светлана Юрьевна
Светлана Юрьевна Королёва (род. 12 февраля 1983, Петрозаводск) — российская модель, телеведущая, певица, победительница всероссийского национального конкурса красоты «Мисс Россия 2002» и международного конкурса красоты «Мисс Европа 2002».

## Биография
Родилась 12 февраля 1983 года в Петрозаводске.
В 2003 г. главная Снегурочка страны.[уточнить] С 2008 года исполнительница песни благотворительной акции «Мисс Россия для детей». Создатель бренда Success Fashion Group.

### Личная жизнь
По состоянию на 2018 год — муж Максим. Две дочери — София и Есения, сын — Андрей.

## Клипы
- 2012 — «Я тебя рисую» (исп. Сергей Куренков)